# Veneto Classic 2023
3. ročník jednodenního cyklistického závodu Veneto Classic se konal 15. října 2023 v italském regionu Benátsko. Vítězem se stal Ital Davide Formolo z týmu UAE Team Emirates. Na druhém a třetím místě se umístili Švýcar Marc Hirschi (UAE Team Emirates) a Ital Filippo Zana (Team Jayco–AlUla). Závod byl součástí UCI ProSeries 2023 na úrovni 1.Pro.

## Týmy
Závodu se zúčastnilo 7 z 18 UCI WorldTeamů, 7 UCI ProTeamů a 6 UCI Continental týmů. Každý tým přijel na start se sedmi závodníky kromě týmů Lidl–Trek, Lotto–Dstny a Tudor Pro Cycling Team s šesti jezdci a Maloja Pushbikers, Team Jayco–AlUla a UAE Team Emirates s pěti jezdci, na start se tak postavilo 131 jezdců. Do cíle v Bassano del Grappa dojelo 70 z nich.
UCI WorldTeamy
- AG2R Citroën Team
- Alpecin–Deceuninck
- Arkéa–Samsic
- Astana Qazaqstan Team
- Lidl–Trek
- Team Jayco–AlUla
- UAE Team Emirates

UCI ProTeamy
- Eolo–Kometa
- Green Project–Bardiani–CSF–Faizanè
- Lotto–Dstny
- Israel–Premier Tech
- Q36.5 Pro Cycling Team
- Tudor Pro Cycling Team
- Uno-X Pro Cycling Team

UCI Continental týmy
- Biesse–Carrera
- General Store–Essegibi–Fratelli Curia
- GW Shimano–Sidermec
- Maloja Pushbikers
- MG.K Vis–Colors for Peace
- Work Service–Vitalcare–Dynatek

## Výsledky
| Pořadí | Jezdec                    | Tým                                | Čas        |
| ------ | ------------------------- | ---------------------------------- | ---------- |
| 1      | Davide Formolo (ITA)      | UAE Team Emirates                  | 4h 30' 09" |
| 2      | Marc Hirschi (SUI)        | UAE Team Emirates                  | + 14"      |
| 3      | Filippo Zana (ITA)        | Team Jayco–AlUla                   | + 16"      |
| 4      | Andrea Vendrame (ITA)     | AG2R Citroën Team                  | + 29"      |
| 5      | Andreas Kron (DEN)        | Lotto–Dstny                        | + 29"      |
| 6      | Samuele Battistella (ITA) | Astana Qazaqstan Team              | + 29"      |
| 7      | Florian Vermeersch (BEL)  | Lotto–Dstny                        | + 45"      |
| 8      | Torstein Træen (NOR)      | Uno-X Pro Cycling Team             | + 47"      |
| 9      | Axel Laurance (FRA)       | Alpecin–Deceuninck                 | + 53"      |
| 10     | Filippo Fiorelli (ITA)    | Green Project–Bardiani–CSF–Faizanè | + 53"      |